# The Interview (film 1998)
The Interview è un film del 1998 diretto da Craig Monahan, al suo esordio alla regia, con protagonista Hugo Weaving.

## Trama
Una mattina un uomo viene prelevato dal suo letto dalla polizia e portato in una sala interrogatori per rispondere di un furto d'auto, ma in realtà ben presto intuisce di trovarsi invischiato in caso di omicidi seriali e comincia una battaglia psicologica con i due agenti che lo interrogano.

## Distribuzione
È stato presentato in anteprima al Melbourne International Film Festival il 23 luglio 1998 come film d'apertura, per poi essere distribuito nelle sale cinematografiche australiane da Globe Films.
È stato presentato ad oltre 25 festival di cinema in giro per il mondo, tra cui il Torino Film Festival.

## Accoglienza

### Incassi
Il film non ha riscosso successo al botteghino, incassando 556 263 dollari in Australia.

### Critica
Il film ha ricevuto recensioni positive da parte della critica. Variety l'ha paragonato a film come Guardato a vista e Una pura formalità, mentre il Guardian in una retrospettiva, l'ha definito "la risposta australiana a I soliti sospetti" e ha parlato dell'interpretazione di Weaving come della migliore della sua carriera.

## Riconoscimenti
- 1998 – AFI Awards[8][9]
  - Miglior film
  - Miglior attore a Hugo Weaving
  - Migliore sceneggiatura originale a Craig Monahan e Gordon Davie
  - Candidatura per il miglior regista a Craig Monahan
  - Candidatura per la migliore fotografia a Simon Duggan
  - Candidatura per il miglior montaggio a Suresh Ayyar
  - Candidatura per la migliore colonna sonora originale a David Hirschfelder
  - Candidatura per la migliore scenografia a Richard Bell
  - Candidatura per il miglior sonoro a Peter Palankay, Steve Witherow, John Wilkinson e Pete Smith
- 1998 – Montreal World Film Festival[10]
  - Miglior attore a Hugo Weaving
  - Menzione speciale al premio FIPRESCI
- 1999 – Film Critics Circle of Australia[11]
  - Migliore sceneggiatura originale a Craig Monahan e Gordon Davie
  - Migliore fotografia a Simon Duggan
  - Migliore colonna sonora originale a David Hirschfelder
  - Candidatura per il miglior film
  - Candidatura per il miglior regista a Craig Monahan
  - Candidatura per il miglior attore a Hugo Weaving
  - Candidatura per il miglior attore non protagonista a Tony Martin